# Trupanea basistriga
Trupanea basistriga är en tvåvingeart som först beskrevs av Malloch 1933.  Trupanea basistriga ingår i släktet Trupanea och familjen borrflugor. Inga underarter finns listade i Catalogue of Life.